# Alagosa
Alagosa es un lugar despoblado aragonés de la provincia de Teruel, perteneciente al actual municipio de Albarracín, en la comarca de la Sierra de Albarracín.

## Toponimia
En un texto medieval de 1340 aparece como Falagosa, siendo después castellanizado como Alagosa. Joan Corominas i Vigneaux considera en el D.E.C que proviene del árabe hálaq, palabra relacionada con "afalagar". En la vecina provincia de Guadalajara se encuentra el topónimo Aragosa que se remonta al latín FRAGUM ("terreno abrupto", "puesto con peñas", "puesto con vegetación"), que es casi idéntico.